# Port lotniczy Inuvik (Mike Zubko)
Port lotniczy Inuvik (Mike Zubko) (IATA: YEV, ICAO: CYEV) – port lotniczy położony 12 km na wschód od Inuvik, w prowincji Terytoria Północno-Zachodnie, w Kanadzie.